# Ciry-le-Noble
Ciry-le-Noble este o comună în departamentul Saône-et-Loire, Franța. În 2009 avea o populație de 2.417 de locuitori.

## Evoluția populației
| An        | 1975  | 1982  | 1990  | 1999  | 2006  | 2009  |
| --------- | ----- | ----- | ----- | ----- | ----- | ----- |
| Populație | 2.994 | 2.915 | 2.795 | 2.475 | 2.419 | 2.417 |